# Frahmiella
Frahmiella là một chi rêu trong họ Brachytheciaceae.